# Khoshkeh Marrūd-e Soflá
Khoshkeh Marrūd-e Soflá (persiska: خُشكِمرودِ سُفلَى, خُشكِه مَرود, خُشكَمرودِ پائين, خُشكَمرودِ سُفلَى, وُشكَمَروی پائين, Khoshkemrūd-e Soflá, خشكه مّرود سفلى) är en ort i Iran.   Den ligger i provinsen Kurdistan, i den nordvästra delen av landet, 300 km väster om huvudstaden Teheran. Khoshkeh Marrūd-e Soflá ligger 1 767 meter över havet och antalet invånare är 321.
Terrängen runt Khoshkeh Marrūd-e Soflá är en högslätt.Runt Khoshkeh Marrūd-e Soflá är det ganska tätbefolkat, med 58 invånare per kvadratkilometer. Närmaste större samhälle är Serīshābād, 15,3 km sydost om Khoshkeh Marrūd-e Soflá. Trakten runt Khoshkeh Marrūd-e Soflá består i huvudsak av gräsmarker.